# 虞人 (波兰)

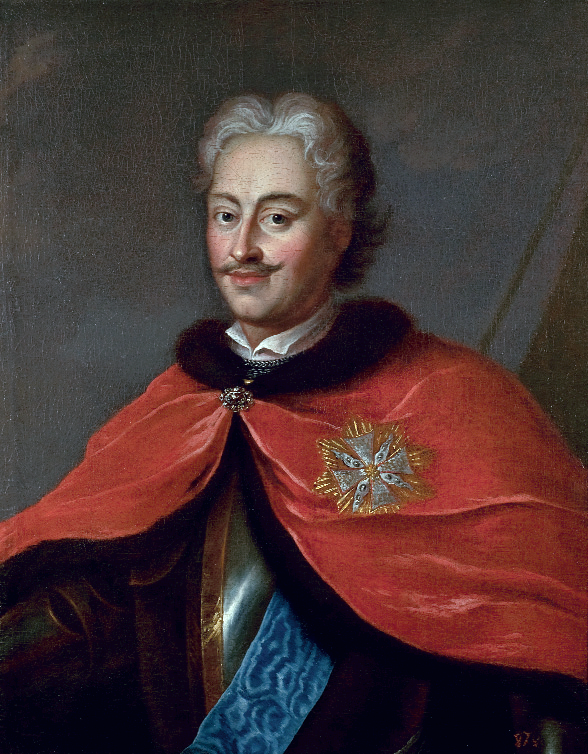
曾任立陶宛大虞人的波罗的海德意志人斯坦尼斯拉夫·欧内斯特·登霍夫

虞人（沃乌奇），是波兰历史上组织游猎、保护禁林于盗猎的职位。他们也在波兰大贵族的门下事奉。
15世纪以降，在波兰王国和立陶宛大公国，包括后来的波兰立陶宛联邦，虞人成为了一殿上虚职和地方官职。其品阶如下：
- 王冠大虞人（Łowczy wielki koronny，即波兰大虞人）
- 立陶宛大虞人（Łowczy wielki litewski）
- 督军府虞人（Łowczy wojewódzki）
- 在地虞人（Łowczy ziemski，ziemski，地上的）
- 殿上虞人（Łowczy nadworny，nadworny，宫廷）
- 下虞人（Podłowczy，pod，下）

## 世袭
虞人的子孙可以承袭先世的官衔，他们被称为łowczyc、łowczanka（看守猎物的人），虞人的夫人可以叫做łowczyna。